# Leone Leoni

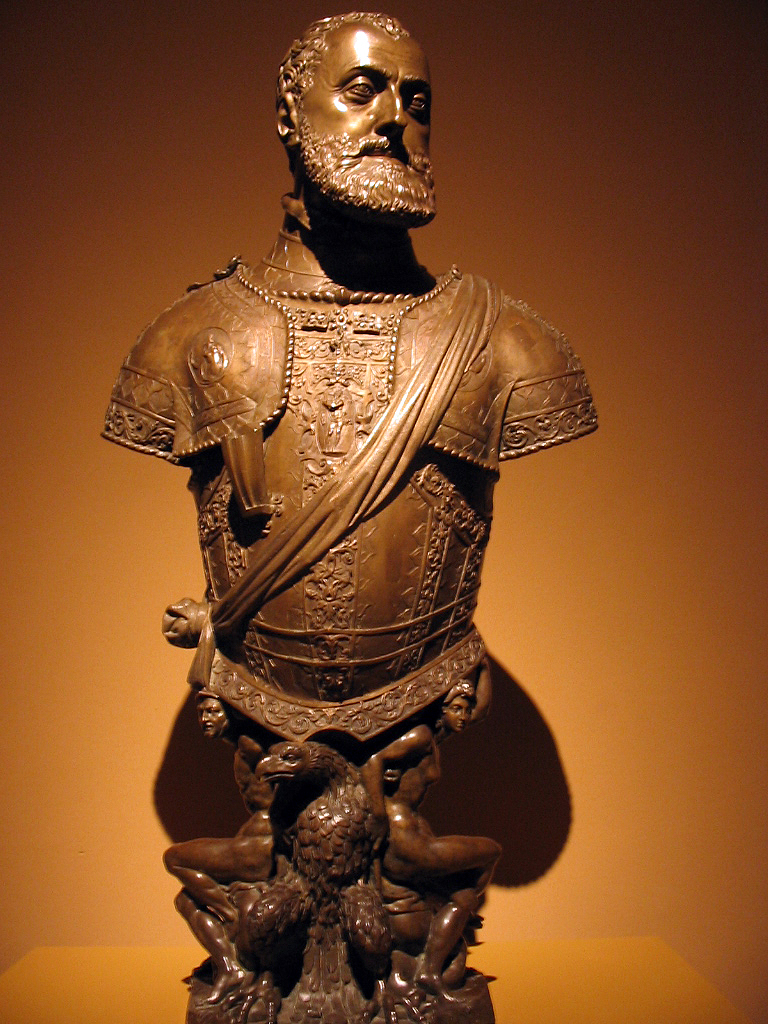
Busto di Carlo V, Madrid, Prado.

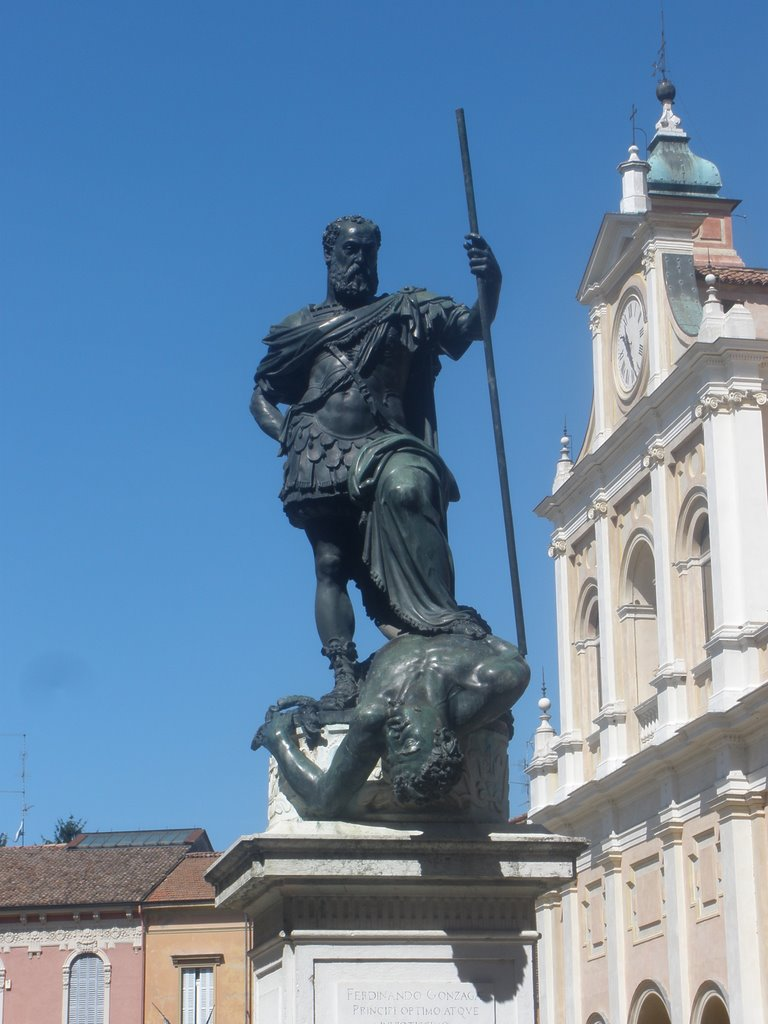
Guastalla, monumento a Ferrante I Gonzaga.

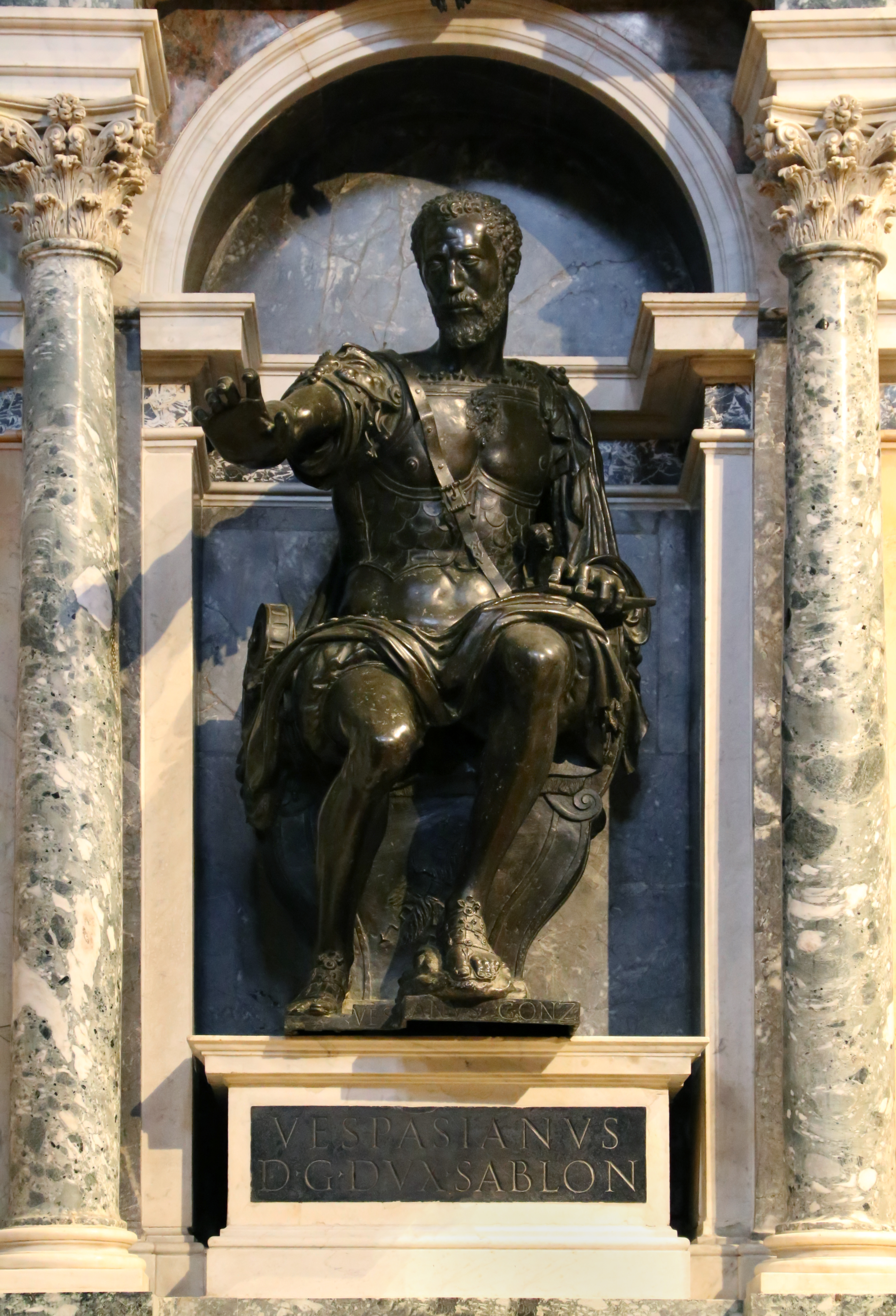
Sabbioneta, statua di Vespasiano I Gonzaga collocata nel suo mausoleo

Leone Leoni (Arezzo, 1509 circa – Milano, 22 luglio 1590) è stato uno scultore, collezionista d'arte e medaglista italiano.

## Biografia
Parente di Pietro Aretino, nacque ad Arezzo (Giorgio Vasari, nella seconda edizione delle Vite, lo indica come "Lione Aretino"). Si formò come scultore, cesellatore e intagliatore di gemme a Venezia, dove ebbe modo di assorbire l'influsso dell'arte di Donatello e Jacopo Sansovino, ma la sua opera denuncia comunque i suoi legami con il manierismo toscano di tradizione michelangiolesca.
Grazie a Pietro Aretino entrò nel circolo di Tiziano: dopo l'arresto di Benvenuto Cellini (1538) venne nominato incisore della zecca pontificia ma nel 1540, coinvolto in una cospirazione contro un gioielliere papale, perdette l'incarico e venne imprigionato. Colpevole di aver sfregiato un tedesco venne condannato al taglio della mano, ma Andrea Doria ottenne per lui la grazia.
Nel 1542 si stabilì a Milano, dove ottenne la carica di incisore della zecca imperiale: apprezzato da Carlo V, per il quale eseguì numerosi ritratti in bronzo (inclusa l'opera L'imperatore Carlo V domina il Furore, oggi al museo del Prado), seguì l'imperatore nelle Fiandre e in Baviera.
Nel 1546 Leone Leoni viene nominato dal duca Pier Luigi Farnese, figlio del papa Paolo III Farnese, “maestro generale delle stampe delle zecche di Piacenza e Parma”; incarico che dovette lasciare dopo la morte violenta del duca avvenuta nel 1547.
Fondò a Milano una scuola di scultura che continuò col figlio Pompeo: nella sua abitazione (la cosiddetta Casa degli Omenoni), disegnata da lui stesso, raccolse una ricca collezione di opere d'arte. Suo allievo fu anche Jacopo Nizzola, detto Jacopo da Trezzo.
Leone Leoni tra il 1568 e il 1569 eseguì per il duca Guglielmo Gonzaga due reliquari d'argento raffiguranti San Silvestro e Sant'Adriano, nella chiesa palatina di Santa Barbara nel Palazzo Ducale di Mantova conservate fino alla fine del XVIII sec. quando furono disperse.
Tra le sue opere monumentali, il monumento funebre a Gian Giacomo Medici nel duomo di Milano, quello di  Vespasiano Gonzaga, a Sabbioneta, e il Ferrante I Gonzaga domina l'Invidia a Guastalla.

## Galleria d'immagini

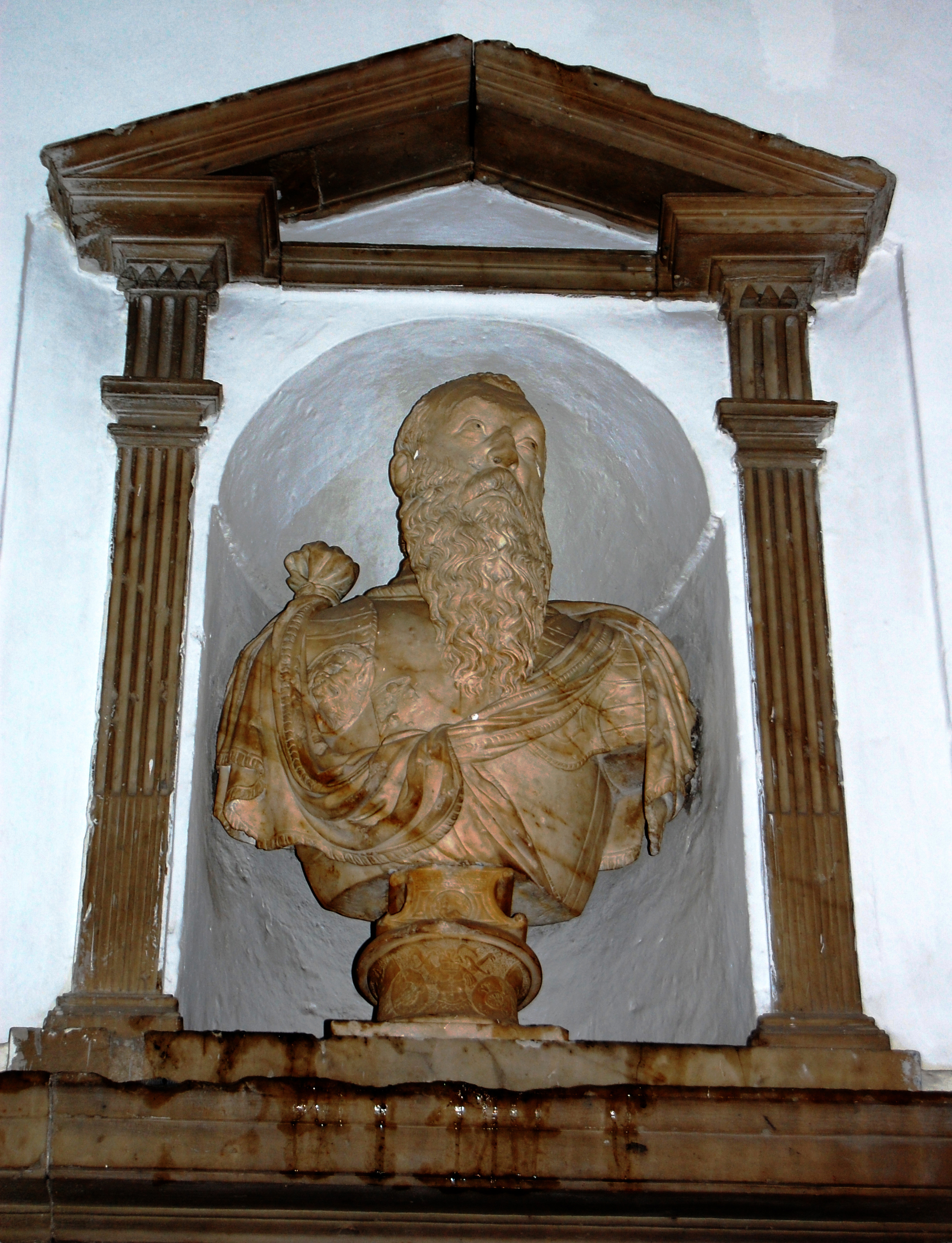
Busto di Giambattista Castaldo.
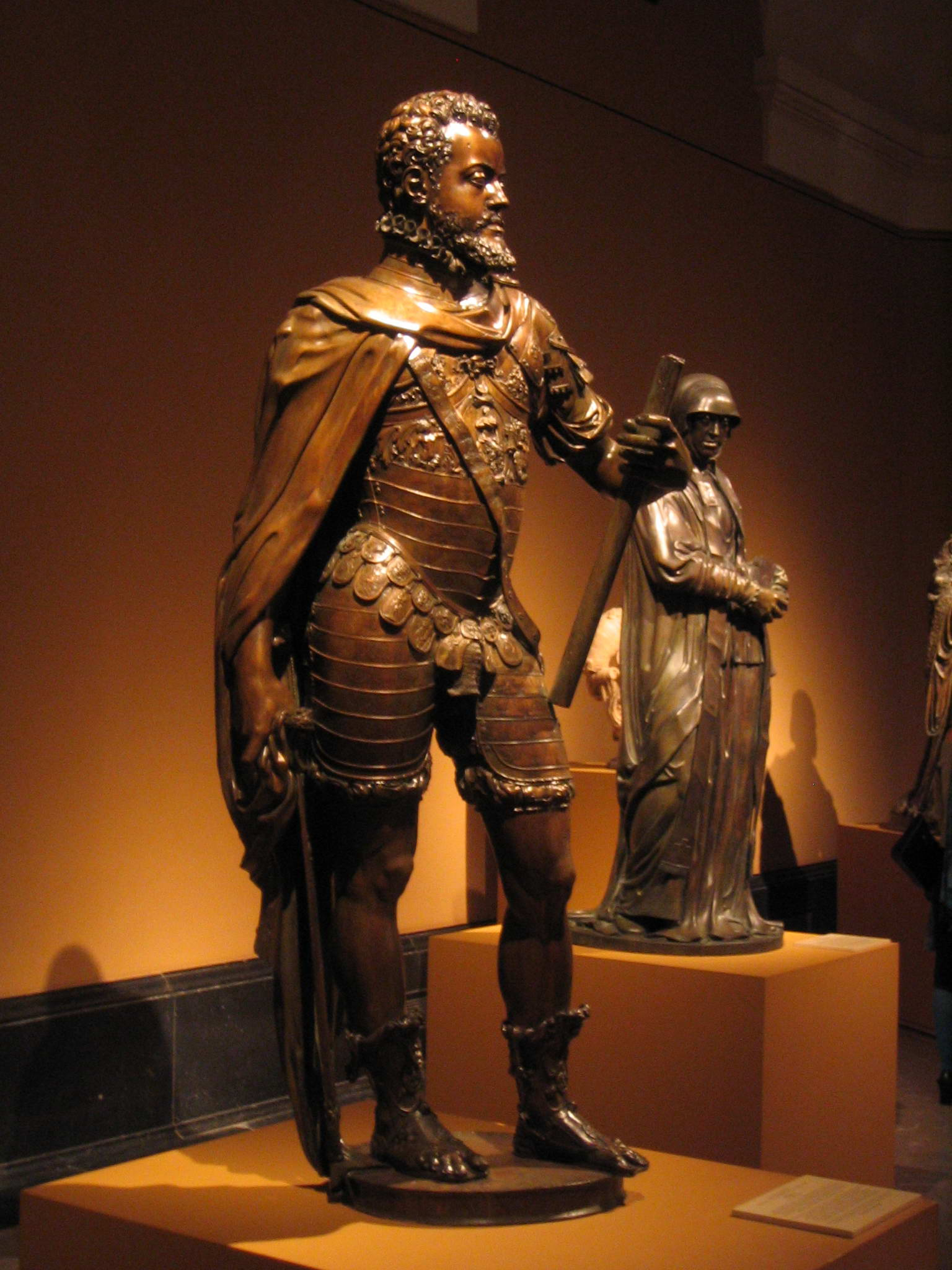
Statua di bronzo di re Filippo II di Spagna (1551-1553).
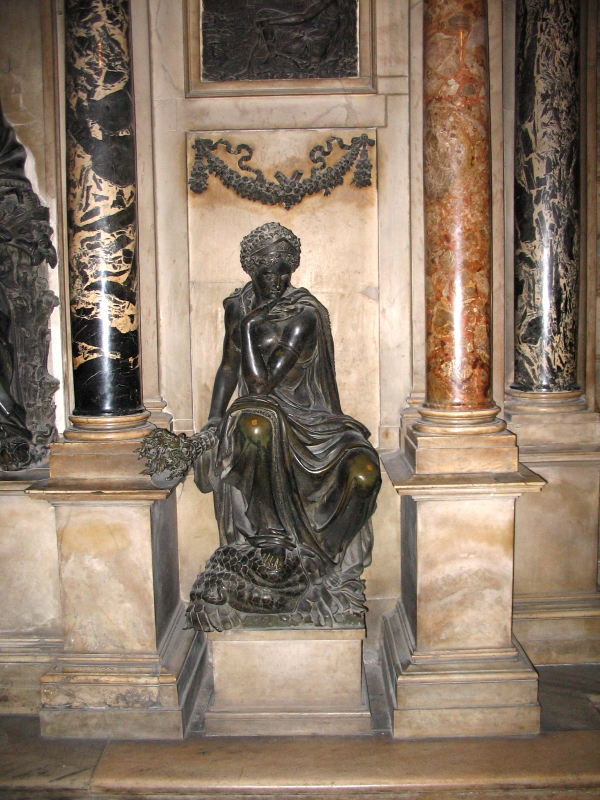
Monumento funebre al condottiero Gian Giacomo Medici, detto "il Medeghino".
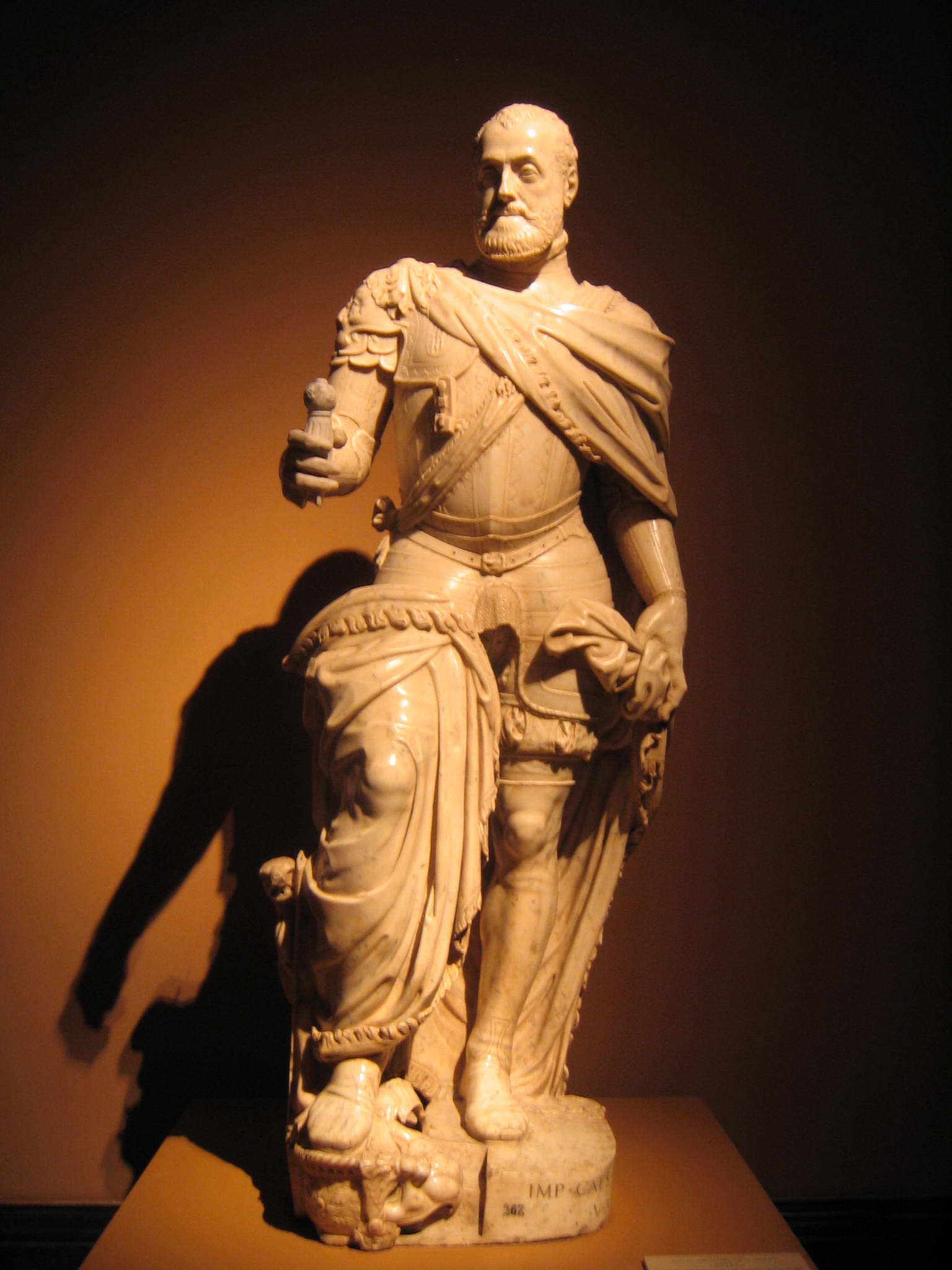
Statua in marmo dell'Imperatore del Sacro Romano Impero Carlo V (1553).
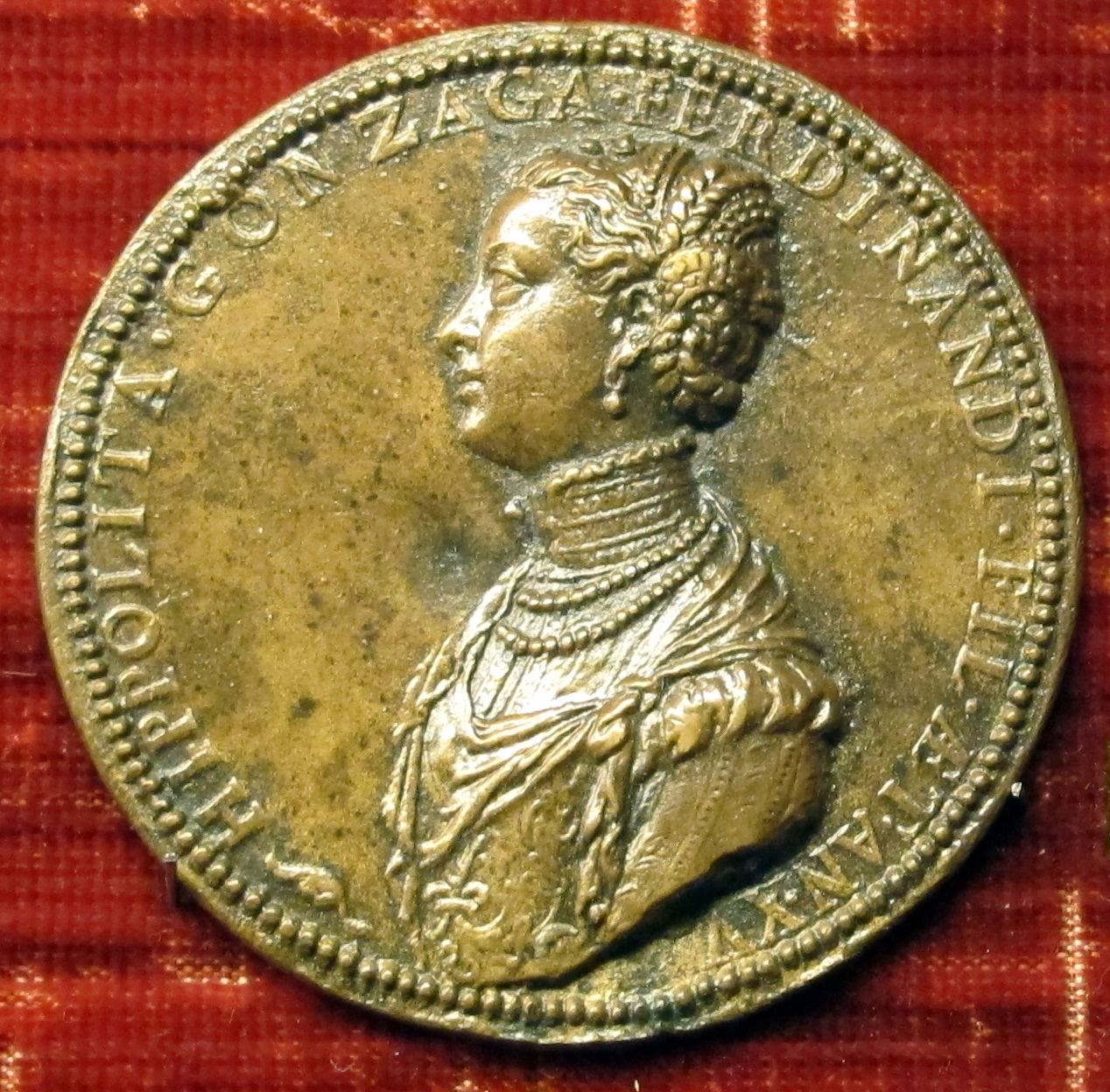
Medaglia di Ippolita Gonzaga.
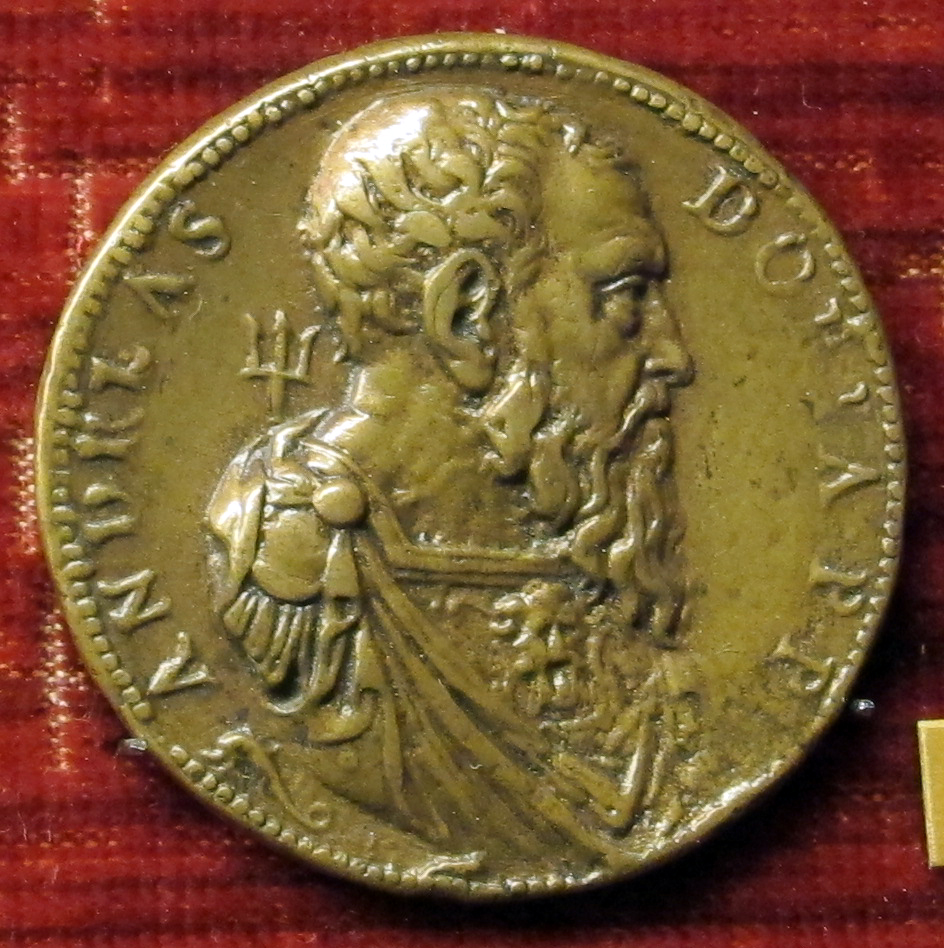
Medaglia di Andrea Doria